# ルアンパバーンFC
ルアンパバーン・フットボール・クラブ（ラーオ語: ເມືອງຫຼວງພະບາງ FC）は、ラオス・ルアンパバーン郡を本拠地とするサッカークラブである。

## 概要
2022年に創設されたクラブで、ルアンパバーン・スタジアムを本拠地として使用している。初年度からラオ・リーグ1に参戦して5位を記録、翌年も5位を記録した。

## 歴代所属選手
- 石川令 2022, 2023
- 渡邉宰 2023-